# 7803 Adachi
7803 Adachi eller 1997 EW2 är en asteroid i huvudbältet som upptäcktes den 4 mars 1997 av den japanska astronomen Takao Kobayashi vid Ōizumi-observatoriet. Den är uppkallad efter japanen Makoto Adachi.
Asteroiden har en diameter på ungefär 6 kilometer och den tillhör asteroidgruppen Agnia.